# Saint-André-de-Messei
Saint-André-de-Messei é uma comuna francesa na região administrativa da Normandia, no departamento Orne. Estende-se por uma área de 14,92 km². Em 2010 a comuna tinha 577 habitantes (densidade: 38,7 hab./km²).